# Vitsajärvien vanha metsä
Vitsajärvien vanha metsä este o arie protejată (arie specială de conservare — SAC, sit de importanță comunitară — SCI) din Finlanda întinsă pe o suprafață de 16 ha, integral pe uscat.

## Localizare
Centrul sitului Vitsajärvien vanha metsä este situat la coordonatele 61°19′50″N 26°02′11″E / 61.3306°N 26.0364°E.

## Înființare
Situl Vitsajärvien vanha metsä a fost declarat sit de importanță comunitară în august 1998 pentru a proteja 1 specie de animale. Situl a fost protejat și ca arie specială de conservare în aprilie 2015.

## Biodiversitate
Situată în ecoregiunea boreală, aria protejată conține 2 habitate naturale: Taiga vestică, Mlaștini împădurite.
La baza desemnării sitului se află o specie protejată de  mamifere: veveriță zburătoare siberiană (Pteromys volans).
Pe lângă speciile protejate, pe teritoriul sitului au mai fost identificate 3 specii de păsări, 3 specii de pești.